# 5269 Paustovskij
5269 Paustovskij è un asteroide della fascia principale. Scoperto nel 1978, presenta un'orbita caratterizzata da un semiasse maggiore pari a 2,2249012 UA e da un'eccentricità di 0,1557737, inclinata di 0,79674° rispetto all'eclittica.